# Стів Туссен
Стів Туссен (альтернативна вимова Стів Тюссен) (англ. Steve Toussaint, нар. 22 березня 1965, Велика Британія) — британський актор. Найвідоміші картини за його участю — «Суддя Дредд» (1995), «Принц Персії: Піски часу» (2010), а також серіал «CSI: Місце злочину Маямі» (2007—2008). У серіалі "Дім Дракона " грає Корліса Веларіона.
Грав роль Куезі у постановці п'єси Кваме Квей-Арма Fix Up (2004) режисера Енгус Джексона в Королівському національному театрі (Лондон).

## Фільмографія
| Рік  |    | Українська назва             | Оригінальна назва                          | Роль                                         |
| ---- | -- | ---------------------------- | ------------------------------------------ | -------------------------------------------- |
| 1994 | с  | Спогади Шерлока Холмса       | The Memoirs of Sherlock Holmes (TV series) | Стів Діксі                                   |
| 1995 | ф  | Посвідчення                  | I.D.                                       | Шедуелл Фен                                  |
| 1995 | ф  | Суддя Дредд                  | Judge Dredd                                | главар загону мисливців                      |
| 1995 | с  | Backup (TV series)           | Backup (TV series)                         | Ральф Джонсон}}                              |
| 1996 | с  |                              | Crucial Tales (TV mini-series)             | Роберт                                       |
| 1998 | тф | Макбет (телефільм)           | Macbeth (TV movie)                         | Леннокс                                      |
| 1998 | тф | Dangerfield (TV series)      | П. С. Лайл                                 |                                              |
| 1999 | с  | Maisie Raine                 | Maisie Raine (TV series)                   | Баррі Вілліс                                 |
| 1999 | с  |                              | Jack of Hearts (TV series)                 | Джо                                          |
| 1999 | тф |                              | Doomwatch: Winter Angel (TV movie)         | Люк                                          |
| 1999 | тф | Катастрофа                   | Casualty (TV series)                       | Мартін Деверн                                |
| 1999 | тф | The Knock                    | The Knock (TV series)                      | Баррі Крісті                                 |
| 1999 | с  | Голбі Сіті                   | Holby City (TV series)                     | Чарльз Харрісон / Мартін Деверн / Шон Гортон |
| 2000 | ф  | Чужа гра                     | Circus                                     | Блек                                         |
| 2001 | ф  | Dog Eat Dog (film)           | Dog Eat Dog                                | Дарсі                                        |
| 2002 | с  | Воскресаючи мертвих          | Waking the Dead (TV series)                | Чарлі Біллоуз                                |
| 2002 | с  | Доктора                      | Doctors (TV series)                        | доктор Майк Трент / Том Думасай              |
| 2003 | с  | План убивства                | Murder in Mind (TV series)                 | детектив Кріс Г'юзон                         |
| 2003 | с  | Закон Мерфі                  | Murphy's Law (TV series)                   | Семмі                                        |
| 2003 | ф  | Пожиратель гріхів            | The Order                                  | детектив з Нью-Йорка                         |
| 2003 | с  | Rosemary & Thyme             | Rosemary & Thyme (TV series)               | Д. І. Скотт                                  |
| 2004 | тф | England Expects              | England Expects (TV movie)                 | Піт                                          |
| 2004 | с  | Мій батько - прем'єр-міністр | My Dad's the Prime Minister (TV series)    | міністр транспорту                           |
| 2004 | с  | Сімейні справи (серіал)      | Family Affairs (TV series)                 | Роланд                                       |
| 2005 | ф  | Відстрілюючи собак           | Shooting Dogs                              | доктор Скотт                                 |
| 2005 | тф | Закон (серіал)               | The Bill (TV series)                       | Нік Остін / Майк Ґерлі                       |
| 2005 | с  |                              | Broken News (TV series)                    | Адам Локвуд                                  |
| 2007 | тф | Вони (телефільм)             | Them (TV movie)                            | Урія Селлек                                  |
| 2007 | ф  | Чорний грім                  | Flight of Fury (video)                     | Ретчер                                       |
| 2007 | ф  | Бар'єр (короткометражний)    | Roadblock                                  | сержант Гаррет Янг                           |
| 2007 | с  | Мовчазний свідок             | Silent Witness (TV series)                 | пастор Ламбо                                 |
| 2007 | с  | C.S.I.: Місце злочину Маямі  | CSI: Miami (TV series)                     | суддя Кемп                                   |
| 2008 | ф  | Хроніки мутантів             | Mutant Chronicles                          | капітан Джон Патрік Макґвайр                 |
| 2008 | ф  | Ломані лінії                 | Broken Lines                               | Фізіо                                        |
| 2009 | с  | Нові трюки                   | New Tricks (TV series)                     | Ґрант Ліндон                                 |
| 2010 | с  | Молокососи                   | Skins (TV series)                          | папаша Бабажид                               |
| 2010 | ф  | Принц Персії: Піски часу     | Prince of Persia: The Sands of Time        | Сесо                                         |
| 2010 | с  | Spooks                       | Spooks (TV series)                         | Фелікс Осуба                                 |
| 2015 | ф  | На гребені хвилі             | Point Break                                | заступник директора ФБР                      |
| 2016 | с  | Вбивства у Мідсомері         | Midsomer Murders                           | Віктор Кемпбелл                              |
| 2017 | с  | Фортитьюд                    | Fortitude                                  | Ламонт Бейлі                                 |
| 2018 | с  | Смерть у раю                 | Death in Paradise                          | Стедмен Кінґ                                 |
| 2022 | с  | Дім Дракона                  | House of the Dragon                        | Корліс Веларіон                              |